# Asymphus insidiosus
Asymphus insidiosus là một loài bọ cánh cứng trong họ Elateridae. Loài này được Sharp miêu tả khoa học năm 1886.